# Aéroport de Dresde
Pour les articles homonymes, voir DRS.
L'aéroport de Dresde (en allemand : Flughafen Dresden) (code IATA : DRS • code OACI : EDDC), est l'aéroport de la ville de Dresde dans le Land de Saxe en Allemagne.
L'aéroport est situé à Dresde-Klotzsche.

## Situation
| Berlin · Brandebourg EuroAirport Basel-Mulhouse-Freiburg Freiburg · City Brême Cassel Cologne · Bonn Dortmund Dresde Düsseldorf Erfurt Francfort-Hahn Francfort · sur-le-Main Friedrichshafen Hambourg Hanovre Heringsdorf Karlsruhe · Baden-Baden Leipzig Lübeck Memmingen Munich Münster · Osnabrück Nuremberg Paderborn · Lippstadt Rostock Sarrebruck Stuttgart Sylt Weeze Mannheim |

## Compagnies aériennes et destinations
L'aéroport de Dresde propose les destinations suivantes :
| Compagnies                    | Destinations |
| ----------------------------- | --- |
| Air Dolomiti                  | Munich-F. J. Strauß |
| Corendon Airlines             | En saison : Antalya |
| European Air Charter          | En saison charter: Bourgas |
| Eurowings                     | Düsseldorf En saison : Palma de Majorque |
| KLM                           | Amsterdam |
| Lufthansa                     | Francfort, Munich-F. J. Strauß |
| Ryanair                       | Londres-Stansted En saison: Palma de Majorque |
| Sundair                       | Fuerteventura, Hurghada En saison: - Antalya, - Corfou-I. Kapodístrias, - Héraklion-N. Kazantzákis, - Kos, - Las Palmas/Gran Canaria, - Palma de Majorque, - Rhodes-Diagoras, - Ténériffe-Sud Reine Sofia, - Varna |
| Swiss International Air Lines | Zurich |

Édité le 07/02/2018  Actualisé le 05/03/2023

## Chiffres et statistiques
Pour des raisons techniques, il est temporairement impossible d'afficher le graphique qui aurait dû être présenté ici.

Voir la requête brute et les sources sur Wikidata.

## Entreprises
- L'usine d'avions Elbe Flugzeugwerke est basée à l'aéroport.

## Sources et références
- (en) Cet article est partiellement ou en totalité issu de l’article de Wikipédia en anglais intitulé « Dresden Airport » (voir la liste des auteurs).

1. ↑  (en) « Destinations/Timetable : Central German Airports », sur Mitteldeutsche Flughafen AG (consulté le 20 mars 2021).